# District de Remiremont
Le district de Remiremont est une ancienne division territoriale française du département des Vosges de 1790 à 1795.
Il était composé des cantons de Remiremont, Cornimont, Éloyes, Plombières, Ramonchamp et Vagney.